# Instytut Genetyki i Mikrobiologii Uniwersytetu Wrocławskiego
Instytut Genetyki i Mikrobiologii Uniwersytetu Wrocławskiego – jednostka dydaktyczno-naukowa należąca do struktur Wydziału Nauk Biologicznych UWr.

## Kierunki kształcenia
Instytut prowadzi zajęcia dla studentów kierunków: biologia, mikrobiologia, biotechnologia oraz ochrona środowiska.

## Struktura organizacyjna
- Zakład Biologii Patogenów i Immunologii
- Zakład Ekologii Drobnoustrojów i Ochrony Środowiska
- Zakład Fizykochemii Drobnoustrojów
- Zakład Genetyki
- Zakład Mikrobiologii
- Zakład Parazytologii

W skład instytutu wchodzą również dwie pracownie oraz instytutowa biblioteka.

## Władze
- Dyrektor: prof. Zuzanna Drulis-Kawa